# ジム・ネグリッチ
ジェームズ・ウィリアム・ネグリッチ（James William Negrych, 1985年3月2日 - ）は、アメリカ合衆国・ニューヨーク州バッファロー出身の元プロ野球選手（内野手）。右投右打。
台湾での登録名は耐克。

## 経歴

### プロ入りとパイレーツ傘下時代
2006年のMLBドラフトで、ピッツバーグ・パイレーツに6巡目（全体170位）で指名されプロ入り。
2008年は、傘下A+級リンチバーグ・ヒルキャッツとAA級アルトゥーナ・カーブの2球団合計で129試合に出場し、打率.359、5本塁打、72打点の成績を残した。
2009年は、傘下AA級アルトゥーナで93試合に出場し、打率.272、3本塁打、30打点の成績を残した。
2010年は、傘下AA級アルトゥーナとAAA級インディアナポリス・インディアンスの2球団合計で123試合に出場し、打率.283、4本塁打、54打点の成績を残した。

### マーリンズ傘下時代
2011年3月30日にカルロス・ポーリーノとのトレードでフロリダ・マーリンズへ移籍した。この年は傘下AA級サザンリーグのジャクソンビル・サンズで121試合に出場し、打率.304、5本塁打、46打点の成績を残した。

### ナショナルズ傘下時代
2012年4月22日にワシントン・ナショナルズとマイナー契約を結んだ。この年は傘下AA級ハリスバーグ・セネターズで3試合、傘下AAA級シラキュース・チーフスで91試合に出場し、2球団合計で打率.271、8本塁打、42打点の成績を残したが、メジャー昇格の機会はなかった。オフの11月2日にFAとなった。

### ブルージェイズ傘下時代
2012年11月20日にトロント・ブルージェイズとマイナー契約を結び、2013年のスプリングトレーニングに招待選手として参加することになった。
2013年は自身の故郷に本拠地を置く球団である、傘下AAA級のバッファロー・バイソンズで開幕を迎えた。4月18日の古巣のシラキュース・チーフス戦でサイクル安打を記録した。この試合は27対9でバッファロー・バイソンズが勝利している。
7月にはAAA級のオールスターゲームにも名前を連ねた。この年はAAA級バッファロー108試合に出場し、打率.285、3本塁打、44打点の成績を残したが、メジャー昇格の機会はなかった。オフの11月4日にFAとなった。

### フィリーズ傘下時代
2014年1月13日にフィラデルフィア・フィリーズとマイナー契約を結んだが、開幕前の3月23日に自由契約となった。

### 独立リーグ時代
2014年4月3日にアトランティックリーグのランカスター・バーンストーマーズと契約を結んだ。3試合に出場して10打数5安打の成績を残して退団した。

### 台湾球界時代
2014年5月7日にCPBLの中信兄弟と契約を結んだ。開幕後は打率.360を超える好成績を残していたが、左大腿筋を断裂し治療に時間がかかるため、8月27日に契約解除となった。
2015年1月26日に中信兄弟に再入団した。外国人投手補強に伴う外国人枠の関係で、8月1日に契約解除となった。

### 現役引退後
2017年12月にピッツバーグ・パイレーツのアメリカ北東部担当スカウトに就任した。

## 詳細情報

### 年度別打撃成績
| 年 度     | 球 団     | 試 合 | 打 席 | 打 数 | 得 点 | 安 打 | 二 塁 打 | 三 塁 打 | 本 塁 打 | 塁 打 | 打 点 | 盗 塁 | 盗 塁 死 | 犠 打 | 犠 飛 | 四 球 | 敬 遠 | 死 球 | 三 振 | 併 殺 打 | 打 率 | 出 塁 率 | 長 打 率 | O P S |
| --------- | --------- | ----- | ----- | ----- | ----- | ----- | -------- | -------- | -------- | ----- | ----- | ----- | -------- | ----- | ----- | ----- | ----- | ----- | ----- | -------- | ----- | -------- | -------- | ----- |
| 2014      | 兄弟      | 49    | 208   | 186   | 27    | 68    | 9        | 0        | 4        | 89    | 34    | 3     | 0        | 1     | 5     | 16    | 0     | 0     | 24    | 6        | .366  | .406     | .478     | .884  |
| 2015      | 兄弟      | 58    | 246   | 219   | 29    | 73    | 12       | 2        | 2        | 95    | 35    | 2     | 0        | 3     | 2     | 20    | 0     | 0     | 32    | 9        | .333  | .391     | .434     | .825  |
| CPBL：2年 | CPBL：2年 | 107   | 454   | 405   | 56    | 141   | 21       | 2        | 6        | 184   | 69    | 5     | 0        | 4     | 7     | 36    | 0     | 0     | 56    | 15       | .348  | .398     | .454     | .852  |

### 背番号
- 5 （2014年 - 2015年）